# Liste der Biografien/Gals
Liste der Biografien |
Portal Biografien |
Personensuche
# |
A |
B |
C |
D |
E |
F |
G |
H |
I |
J |
K |
L |
M |
N |
O |
P |
Q |
R |
S |
T |
U |
V |
W |
X |
Y |
Z |
?
 
Ga |
Gb |
Gc |
Gd |
Ge |
Gf |
Gh |
Gi |
Gj |
Gk |
Gl |
Gm |
Gn |
Go |
Gp |
Gq |
Gr |
Gs |
Gu |
Gv |
Gw |
Gy |
Gz
 
Gaa |
Gab |
Gac |
Gad |
Gae |
Gaf |
Gag |
Gah |
Gai |
Gaj |
Gak |
Gal |
Gam |
Gan |
Gao |
Gap |
Gaq |
Gar |
Gas |
Gat |
Gau |
Gav |
Gaw |
Gax |
Gay |
Gaz
 
Gala |
Galb |
Galc |
Gald |
Gale |
Galf |
Galg |
Galh |
Gali |
Galj |
Galk |
Gall |
Galm |
Galo |
Galp |
Galr |
Gals |
Galt |
Galu |
Galv |
Galw |
Galy |
Galz
Die Liste der Biografien führt alle Personen auf, die in der deutschsprachigen Wikipedia einen Artikel haben. Dieses ist eine Teilliste mit 20 Einträgen von Personen, deren Namen mit den Buchstaben „Gals“ beginnt.

## Gals

### Galsa
- Galsai, Peter (* 1948), ungarischer Barpianist, Komponist, Arrangeur und Autor

### Galsc
- Galschiøt, Jens (* 1954), dänischer Künstler

### Galst
- Galstar (* 1979), deutscher RapperGalstarr (* 1979)

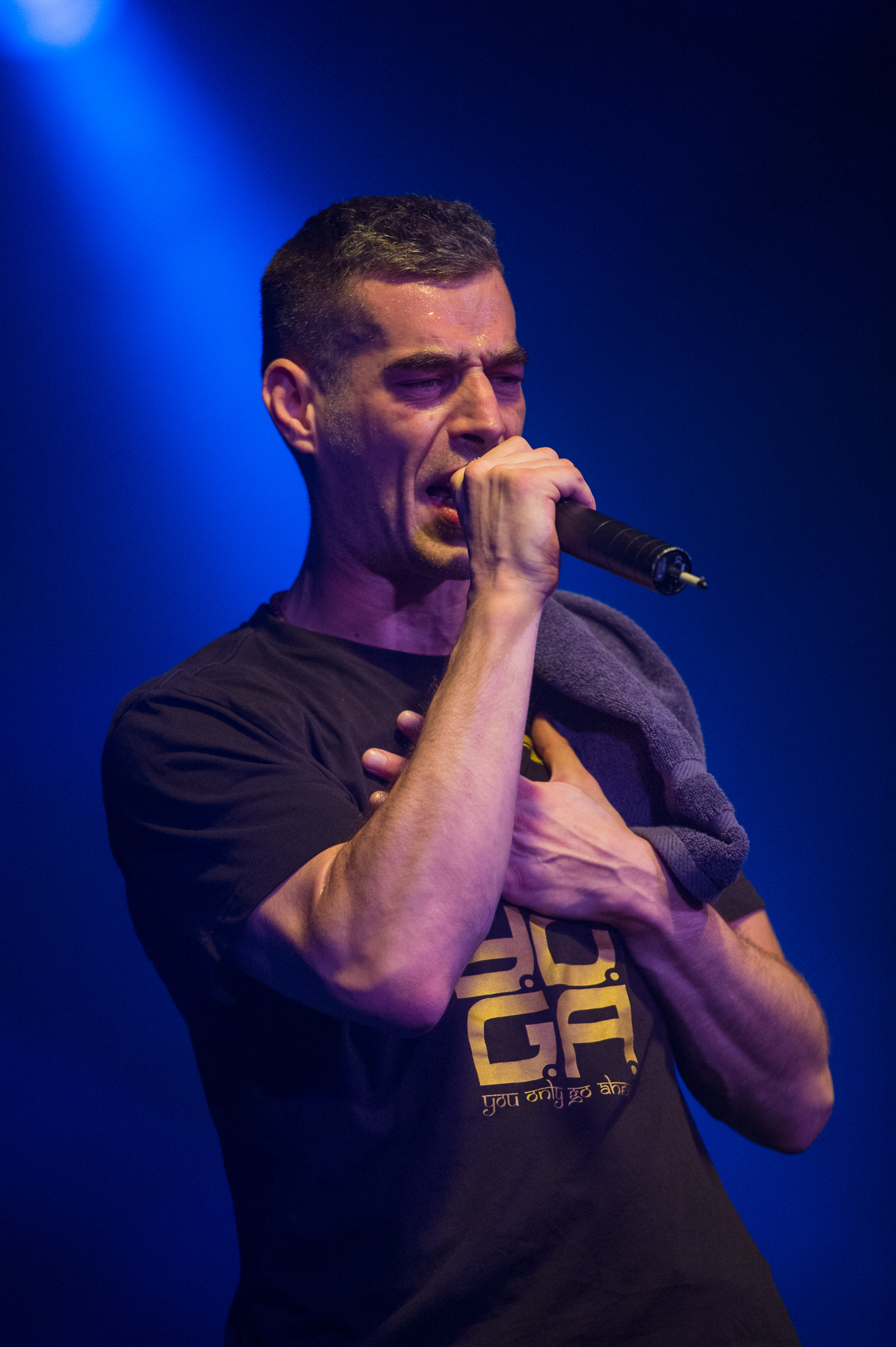
Galstarr (* 1979)

- Galster, Carl (1810–1864), deutscher Theaterschauspieler
- Galster, Carl (1848–1931), deutscher Theaterschauspieler
- Galster, Cäsar (1844–1917), deutscher Theaterschauspieler
- Galster, Georgine (1841–1917), deutsche Theaterschauspielerin
- Galster, Ingrid (1944–2015), deutsche Romanistin
- Galster, Karl (1851–1931), deutscher Marineoffizier und Publizist
- Galster, Karl (1886–1916), deutscher Marineoffizier
- Galster, Karl Christian (1818–1882), deutscher Offizier, zuletzt Generalmajor sowie Artilleriedezernent der Admiralität
- Galster, Max (1852–1928), deutscher Konteradmiral und Hafenkapitän von Kiel
- Galsterer, Brigitte (1940–2023), deutsche Historikerin und Bibliothekarin
- Galsterer, Hartmut (1939–2024), deutscher Althistoriker und Epigraphiker
- Galstjan, Arsen Schorajewitsch (* 1989), russischer Judoka
- Galstjan, Katja (* 1993), armenische Skilangläuferin
- Galston, Gottfried (1879–1950), österreichischer Pianist
- Galstyan, Aram (* 1977), armenischer Maler

### Galsw
- Galsworthy, John (1867–1933), britischer Schriftsteller und Dramatiker
- Galsworthy, Marilyn (* 1954), britische Schauspielerin